# Чина болотная
Чи́на болотная (лат. Lathyrus palustris) — вид многолетних травянистых растений рода Чина (Lathyrus) семейства Бобовые (Fabaceae).

## Ботаническое описание
Многолетнее растение с высотой стебля от 30 до 100 см. Располагает тонким, ползучим корневищем. Стебли ветвистые, восходящие, крылатые, обычно голые, но иногда опушенные в узлах и в верхней части. Листья у растения парноперистые, сложные, из 3—5 пар продолговатых или ланцетных листочков 3—7 см длиной и 2—15 мм шириной, заканчиваются простыми или ветвистыми усиками, с помощью которых растения цепляются за опору. Цветки фиолетового цвета, поникающие, неправильные, мотылькового типа, слабо ароматные, размер цветка 16—18 мм. Соцветия пазушные, кистевидные, из 2—6 цветков. Цветение в июне и в июле (редко в августе).
Бобы линейно-ланцетной формы, сжатые с боков, 4—6 см длиной и до 1 см шириной, с 6—12 красно-бурыми сплюснутыми семенами. Как правило, созревание плодов приходится на период ближе к началу осени.
Растёт из длинных корневищ, что позволяет растению распространяться вегетативно.
Обладает хорошей морозостойкостью, может зимовать в замерзших водах различных водоемов.

## Экология
Населяет богатую влагой почву, поэтому часто произрастает на лугах рядом с реками, озерами и моря, и реже в прибрежных лесных массивах. Часто растёт посреди небольших кустарников на сырых лугах (и на влажных, и на заболоченных). Встречается на заболоченных ивняках или на осоково-тростниковых болотах.
Хорошо произрастает на минеральных и торфяных почвах. Относится к поздно развивающимся растениям. При раннем скашивании хорошо отрастает и может дать второй укос.

## Распространение
Северная Америка (Канада, США); Азия (Китай, Япония, Корея, Казахстан, Монголия, Турция, Лаос) Европа (Россия, Грузия, Белоруссия, Эстония, Латвия, Литва, Молдавия, Украина, Австрия, Бельгия, Чехия, Германия, Венгрия, Нидерланды, Польша, Швейцария, Дания, Финляндия, Исландия, Ирландия, Норвегия, Швеция, Великобритания, Албания, Болгария, бывшая Югославия, Италия, Румыния, Франция, Португалия, Испания).
На территории Российской Федерации вид указан в Красных книгах 12 регионов, среди которых: Владимирская область (2008), Ивановская область (2010), Калужская область (2015), Костромская область (2019), Республика Мордовия (2003), Московская область (2018), Мурманская область (2003), Саратовская область (2006), Смоленская область (2012), Республика Татарстан (1995), Тульская область (2020), Ярославская область (2015).
Имеет охранный статус на ряде территорий Белоруссии и на Украине.

## Химический состав
В абсолютно сухом веществе содержит 5,4 % золы, 20,3 % протеина, 3,2 % жира, 22,8 % клетчатки, 48,3 % БЭВ. В другом анализе содержало 5,9 % золы, 16,0 % протеина, 2,6 % жира, 33,8 % клетчатки, 41,7 % БЭВ. В цветках обнаружены сапонины.

## Значение и применение
Данные о поедаемости разными видами сельскохозяйственных животных противоречивы. По наблюдениям в Западной Сибири на пастбище хорошо поедается крупным рогатым скотом. По одним данным весной и летом на пастбище хорошо поедается только крупным рогатым скотом, другими животными в свежем виде поедается плохо или совсем не поедается. По другим данным местами на пастбище крупный рогатый скот ест плохо. В сене хорошо поедается всеми сельскохозяйственными животными. Семена ядовиты.
Иногда выращивается декоративно в прибрежной или болотистой зоне.